# Pteriidae
Pteriidae reprezintă o familie de stridii de dimensiuni medii, necomestibile. Genul Pictada din această familie are o importantă valoare economică fiind producătoare de perle.

## Genuri
- Crenatula, Lamarck, 1803
- Electroma, Stoliczka, 1871
- Isognomon, Lightfoot, 1786
- Pinctada, Röding, 1798
- Pteria, Scopoli, 1777
- Vulsella, Röding, 1798 [1]